# Unabhängigkeitsreferendum in Katalonien 2017/Meinungsumfragen (2010 bis August 2017)
Da die Frage der Unabhängigkeit für die katalanische Öffentlichkeit von zunehmender Bedeutung ist, finden in Katalonien regelmäßig Meinungsumfragen zum Thema statt. Die Auftraggeber sind in der Regel katalanische Zeitungen wie La Vanguardia, Ara und El Periódico de Catalunya, spanische Zeitungen wie El País, El Mundo und La Razón sowie spezialisierte Zentren wie das Centre d’Estudis d’Opiníó (CEO) der Generalitat de Catalunya oder das Institut für Politik- und Sozialwissenschaften (ICPS) der Autonomen Universität Barcelona.
Zur Frage der Unabhängigkeit gibt es keine klaren Mehrheiten. In der Regel schwanken sowohl das Ja- als auch das Nein-Lager um 40 bis 50 %, mit wenigen Prozentpunkten Abstand. Eine Rolle spielt hierbei auch die in der jeweiligen Umfrage verwendete Fragestellung, andererseits auch, ob die Umfrage voraussetzt, dass ein Referendum gegebenenfalls auch gegen den Willen der spanischen Regierung durchzuführen sei. Eine klare Mehrheit besteht hingegen in der Frage, ob eine Volksabstimmung zum Thema an sich notwendig sei. Je nach Umfrage sprechen sich in der Regel 60 bis 80 % der Befragten für eine Volksabstimmung aus.

## Im Vorfeld zum Referendum
Seit die katalanische Regierung im Juni 2017 die für das Referendum vorgesehene Frage bekanntgegeben hat, verwenden die Meinungsforschungsinstitute in der Regel diese Frageformulierung.
| Institut/Auftraggeber | Zeitraum        | Samplegröße | Ja                 | Nein       | Andere/ Enthaltung | Weiß nicht | Vorsprung |      |      |   |     |     |
| --------------------- | --------------- | ----------- | ------------------ | ---------- | ------------------ | ---------- | --------- | ---- | ---- | - | --- | --- |
| Institut/Auftraggeber | Zeitraum        | Samplegröße | NC Report/La Razón | 1–8.8.2017 | 800                | Weiß nicht | Vorsprung | 41,5 | 48,6 | — | 9,9 | 7,1 |
| Opinòmetre/Ara        | 17–20.7.2017    | 1.000       | 41,9               | 37,8       | 4,2                | 16,1       | 4,1       |      |      |   |     |     |
| GESOP/CEO             | 26.6.–11.7.2017 | 1.500       | 39,0               | 23,5       | 23,0               | 14,5       | 15,5      |      |      |   |     |     |
| NC Report/La Razón    | 29.6.–1.7.2017  | 800         | 44,0               | 48,6       | —                  | 7,4        | 4,6       |      |      |   |     |     |
| GAD3/La Vanguardia    | 23–29.6.2017    | ?           | 42,5               | 37,6       | 10,2               | 9,7        | 4,9       |      |      |   |     |     |
| DYM/El Confidencial   | 22–28.6.2017    | 531         | 47,0               | 44,4       | —                  | 8,6        | 2,6       |      |      |   |     |     |
| Opinòmetre/Ara        | 12–15.6.2017    | 1.000       | 42,3               | 38,9       | 6,0                | 12,8       | 3,4       |      |      |   |     |     |
| GESOP/CEO             | 6–21.3.2017     | 1.500       | 43,3               | 22,2       | 28,6               | 5,9        | 21,1      |      |      |   |     |     |

## Zur Frage der Unabhängigkeit allgemein
Chronologisch sortiert:
| Institut/Auftraggeber                                       | Daten             | Samplegröße | Ja                      | Nein           | Andere/ Enthaltung. | Weiß nicht | Vorsprung | Frage        |      |      |   |     |     |             |
| ----------------------------------------------------------- | ----------------- | ----------- | ----------------------- | -------------- | ------------------- | ---------- | --------- | ------------ | ---- | ---- | - | --- | --- | ----------- |
| Institut/Auftraggeber                                       | Daten             | Samplegröße | Sociométrica/El Español | 28.8.–1.9.2017 | 700                 | Weiß nicht | Vorsprung | Frage        | 50,1 | 45,7 | – | 4,2 | 4,4 | [ Frage 1 ] |
| GESOP/CEO                                                   | 26.6.–11.7.2017   | 1.500       | 41,1                    | 49,4           | –                   | 9,5        | 8,3       | [ Frage 2 ]  |      |      |   |     |     |             |
| GAD3/La Vanguardia                                          | 7.–12.4.2017      | 601         | 41,9                    | 39,7           | 9,1                 | 9,3        | 2,2       | [ Frage 3 ]  |      |      |   |     |     |             |
| GESOP/CEO                                                   | 6.–21.3.2017      | 1.500       | 44,3                    | 48,5           | –                   | 7,2        | 4,2       | [ Frage 2 ]  |      |      |   |     |     |             |
| GAD3/La Vanguardia                                          | 2.–5.1.2017       | 601         | 42,3                    | 41,9           | 5,9                 | 9,9        | 0,4       | [ Frage 3 ]  |      |      |   |     |     |             |
| NC Report/La Razón                                          | 16.–23.12.2016    | 1.000       | 44,8                    | 47,2           | –                   | 8,0        | 2,4       | [ Frage 4 ]  |      |      |   |     |     |             |
| DYM/CEO                                                     | 12.–17.12.2016    | 1.047       | 45,3                    | 46,8           | –                   | 7,8        | 1,5       | [ Frage 2 ]  |      |      |   |     |     |             |
| GESOP/El Periódico                                          | 12.–14.12.2016    | 800         | 48,9                    | 40,3           | 2,4                 | 8,5        | 8,6       | [ Frage 5 ]  |      |      |   |     |     |             |
| Opinòmetre/CEO                                              | 17.10.–3.11.2016  | 1.500       | 44,9                    | 45,1           | –                   | 9,9        | 0,2       | [ Frage 2 ]  |      |      |   |     |     |             |
| GESOP/ICPS                                                  | 26.9.–17.10.2016  | 1.200       | 46,6                    | 33,8           | 15,0                | 4,7        | 10,2      | [ Frage 6 ]  |      |      |   |     |     |             |
| NC Report/La Razón                                          | 2–6.8.2016        | 1.255       | 41,3                    | 43,2           | –                   | 15,5       | 1,9       | [ Frage 7 ]  |      |      |   |     |     |             |
| Opinòmetre/CEO                                              | 28. Jun–13.7.2016 | 1.500       | 47,7                    | 42,4           | –                   | 10,0       | 5,3       | [ Frage 2 ]  |      |      |   |     |     |             |
| GAD3/La Vanguardia                                          | 13–16.6.2016      | 800         | 48,4                    | 35,3           | 7,7                 | 8,6        | 13,1      | [ Frage 3 ]  |      |      |   |     |     |             |
| Opinòmetre/CEO                                              | 22.2.–8.3.2016    | 1.500       | 45,3                    | 45,5           | –                   | 9,2        | 0,2       | [ Frage 2 ]  |      |      |   |     |     |             |
| NC Report/La Razón                                          | 28–31.12.2015     | 1.255       | 44,1                    | 49,7           | –                   | 6,2        | 5,6       | [ Frage 8 ]  |      |      |   |     |     |             |
| DYM/El Confidencial                                         | 30.11.–3.12.2015  | 504         | 37,0                    | 54,0           | –                   | 9,0        | 17,0      | [ Frage 9 ]  |      |      |   |     |     |             |
| Feedback/La Vanguardia                                      | 20–27.11.2015     | 1.000       | 45,5                    | 48,7           | –                   | 5,2        | 3,2       | [ Frage 10 ] |      |      |   |     |     |             |
| GESOP/CEO                                                   | 16–23.11.2015     | 1.050       | 46,6                    | 48,2           | –                   | 5,2        | 1,6       | [ Frage 2 ]  |      |      |   |     |     |             |
| Opinòmetre/CEO                                              | 5–27.10.2015      | 2.000       | 46,7                    | 47,8           | –                   | 5,6        | 1,1       | [ Frage 2 ]  |      |      |   |     |     |             |
| Regionalwahlen in Katalonien 2015                           |                   |             |                         |                |                     |            |           |              |      |      |   |     |     |             |
| Feedback/La Vanguardia                                      | 14–17.9.2015      | 1.000       | 45,2                    | 45,9           | –                   | 8,9        | 0,7       | [ Frage 10 ] |      |      |   |     |     |             |
| Metroscopia/El País                                         | 14–16.9.2015      | 2.000       | 45,0                    | 46,0           | –                   | 9,0        | 1,0       | [ Frage 11 ] |      |      |   |     |     |             |
| DYM/El Confidencial                                         | 14–16.9.2015      | 1.157       | 50,0                    | 42,0           | –                   | 8,0        | 8,0       | [ Frage 9 ]  |      |      |   |     |     |             |
| Sigma Dos/El Mundo                                          | 31.8.–3.9.2015    | 1.400       | 44,4                    | 46,2           | –                   | 9,4        | 1,8       | [ Frage 12 ] |      |      |   |     |     |             |
| Feedback/La Vanguardia                                      | 6–9.7.2015        | 1.000       | 44,5                    | 48,4           | –                   | 7,1        | 3,9       | [ Frage 13 ] |      |      |   |     |     |             |
| Opinòmetre/CEO                                              | 2–24.6.2015       | 2.000       | 42,9                    | 50,0           | –                   | 7,1        | 7,1       | [ Frage 2 ]  |      |      |   |     |     |             |
| Feedback/La Vanguardia                                      | 27–29.4.2015      | 1.000       | 43,7                    | 47,9           | –                   | 8,3        | 4,2       | [ Frage 13 ] |      |      |   |     |     |             |
| Opinòmetre/CEO                                              | 9.2.–2.3.2015     | 2.000       | 44,1                    | 48,0           | –                   | 7,8        | 3,9       | [ Frage 2 ]  |      |      |   |     |     |             |
| DYM/CEO                                                     | 9–13.12.2014      | 1.100       | 44,5                    | 45,3           | –                   | 10,3       | 0,8       | [ Frage 2 ]  |      |      |   |     |     |             |
| GESOP/ICPS                                                  | 12.11.–6.12.2014  | 1.200       | 49,9                    | 27,4           | 18,8                | 4,1        | 22,5      | [ Frage 6 ]  |      |      |   |     |     |             |
| Feedback/La Vanguardia                                      | 1–4.12.2014       | 1.000       | 47,4                    | 42,9           | –                   | 9,7        | 4,5       | [ Frage 13 ] |      |      |   |     |     |             |
| Sigma Dos/El Mundo                                          | 17–20.11.2014     | 1.000       | 35,7                    | 44,7           | 9,6                 | 10,0       | 9,0       | [ Frage 2 ]  |      |      |   |     |     |             |
| Volksbefragung über die politische Zukunft Kataloniens 2014 |                   |             |                         |                |                     |            |           |              |      |      |   |     |     |             |
| GESOP/8tv                                                   | 30,10.2014        | 1.600       | 46,2                    | 38,0           | –                   | 15,8       | 8,2       | [ Frage 2 ]  |      |      |   |     |     |             |
| Opinòmetre/CEO                                              | 29.9.–23.10.2014  | 2.000       | 49,4                    | 32,3           | 8,4                 | 10,0       | 17,1      | [ Frage 2 ]  |      |      |   |     |     |             |
| Sigma Dos/El Mundo                                          | 26–29.8.2014      | ?           | 34,0                    | 39,5           | –                   | 19,2       | 5,5       | [ Frage 2 ]  |      |      |   |     |     |             |
| Feedback/La Vanguardia                                      | 30.4.–8.5.2014    | 577         | 43,4                    | 43,5           | –                   | 13,4       | 0,1       | [ Frage 2 ]  |      |      |   |     |     |             |
| Opinòmetre/CEO                                              | 24.3.–15.4.2014   | 2.000       | 47,2                    | 27,9           | 12,4                | 12,6       | 19,3      | [ Frage 2 ]  |      |      |   |     |     |             |
| GESOP/El Periódico                                          | 26–28.2.2014      | 800         | 46,1                    | 36,3           | –                   | 17,6       | 9,8       | [ Frage 2 ]  |      |      |   |     |     |             |
| GESOP/El Periódico                                          | 12–13.12.2013     | 800         | 44,1                    | 36,2           | –                   | 19,7       | 7,9       | [ Frage 2 ]  |      |      |   |     |     |             |
| Feedback/La Vanguardia                                      | 16–19.11.2013     | 1.000       | 44,9                    | 45,0           | –                   | 10,1       | 0,1       | [ Frage 2 ]  |      |      |   |     |     |             |
| GESOP/CEO                                                   | 4–14.11.2013      | 2.000       | 54,7                    | 22,1           | 17,0                | 6,3        | 32,6      | [ Frage 6 ]  |      |      |   |     |     |             |
| GESOP/El Periódico                                          | 16–18.10.2013     | 800         | 53,3                    | 41,5           | –                   | 5,3        | 11,8      | [ Frage 14 ] |      |      |   |     |     |             |
| GESOP/ICPS                                                  | 25.9.–10.10.2013  | 800         | 48,6                    | 25,2           | 21,9                | 4,3        | 23,4      | [ Frage 6 ]  |      |      |   |     |     |             |
| GESOP/CEO                                                   | 31.5.–13.6.2013   | 2.000       | 55,6                    | 23,4           | 15,9                | 5,1        | 32,2      | [ Frage 6 ]  |      |      |   |     |     |             |
| GESOP/El Periódico                                          | 28–31.5.2013      | 800         | 57,8                    | 36,0           | –                   | 6,3        | 21,8      | [ Frage 14 ] |      |      |   |     |     |             |
| GESOP/CEO                                                   | 4–14.2.2013       | 2.000       | 54,7                    | 20,7           | 18,1                | 6,4        | 34,0      | [ Frage 6 ]  |      |      |   |     |     |             |
| GESOP/El Periódico                                          | 14–16.1.2013      | 800         | 56,9                    | 35,0           | –                   | 8,2        | 21,9      | [ Frage 14 ] |      |      |   |     |     |             |
| GESOP/ICPS                                                  | 27.11.–20.12.2012 | 1.200       | 49,2                    | 29,2           | 15,1                | 6,5        | 20,0      | [ Frage 6 ]  |      |      |   |     |     |             |
| Parlamentswahlen in Katalonien 2012                         |                   |             |                         |                |                     |            |           |              |      |      |   |     |     |             |
| Feedback/La Vanguardia                                      | 12–16.11.2012     | 1.000       | 47,5                    | 40,2           | –                   | 10,1       | 7,3       | [ Frage 15 ] |      |      |   |     |     |             |
| Feedback/La Vanguardia                                      | 6–9.11.2012       | 1.000       | 47,9                    | 39,9           | –                   | 10,2       | 8,0       | [ Frage 15 ] |      |      |   |     |     |             |
| DYM/CEO                                                     | 22–30.10.2012     | 2.500       | 57,0                    | 20,5           | 14,9                | 7,7        | 36,5      | [ Frage 6 ]  |      |      |   |     |     |             |
| Feedback/La Vanguardia                                      | 22–26.10.2012     | 1.000       | 52,8                    | 35,4           | –                   | 9,7        | 17,4      | [ Frage 15 ] |      |      |   |     |     |             |
| Feedback/La Vanguardia                                      | 8–11.10.2012      | 1.000       | 54,3                    | 33,1           | –                   | 10,1       | 21,2      | [ Frage 15 ] |      |      |   |     |     |             |
| Feedback/La Vanguardia                                      | 21–27.9.2012      | 1.200       | 54,8                    | 33,5           | –                   | 10,2       | 21,3      | [ Frage 15 ] |      |      |   |     |     |             |
| DYM/CEO                                                     | 4–18.6.2012       | 2.500       | 51,1                    | 21,1           | 22,1                | 5,8        | 30,0      | [ Frage 6 ]  |      |      |   |     |     |             |
| DYM/CEO                                                     | 6–21.2.2012       | 2.500       | 44,6                    | 24,7           | 25,2                | 5,5        | 19,9      | [ Frage 6 ]  |      |      |   |     |     |             |
| GESOP/CEO                                                   | 29.9.–13.10.2011  | 2.500       | 45,4                    | 24,7           | 24,4                | 5,6        | 20,7      | [ Frage 6 ]  |      |      |   |     |     |             |
| GESOP/CEO                                                   | 2–17.6.2011       | 2.500       | 42,9                    | 28,2           | 23,8                | 5,2        | 14,7      | [ Frage 6 ]  |      |      |   |     |     |             |
| Noxa/La Vanguardia                                          | 1–2.9.2010        | 800         | 40,0                    | 45,0           | 10,0                | 5,0        | 5,0       | [ Frage 16 ] |      |      |   |     |     |             |
| 1. 2. 3. 4. 5. 6. 7. 8. 9. 10. 11. 12. 13. 14. 15. 16.      |                   |             |                         |                |                     |            |           |              |      |      |   |     |     |             |

### Zur Frage, ob ein Referendum stattfinden sollte oder nicht
Chronologisch sortiert:
| Institut/Auftraggeber  | Daten            | Samplegröße | Ja                 | Nein         | Weiß nicht | Anmerkungen                                                                                        |   |      |      |     |                                                                        |
| ---------------------- | ---------------- | ----------- | ------------------ | ------------ | ---------- | -------------------------------------------------------------------------------------------------- | - | ---- | ---- | --- | ---------------------------------------------------------------------- |
| Institut/Auftraggeber  | Daten            | Samplegröße | GESOP/El Periódico | 19–22.2.2017 | Weiß nicht | Anmerkungen                                                                                        | ? | 71,9 | 26,1 | 2,0 | Zur Frage, ob der spanische Staat eine Volksabstimmung zulassen sollte |
| GAD3/La Vanguardia     | 13–16.6.2016     | 800         | 76,6               | 19,7         | 3,6        | |   |      |      |     |                                                                        |
| NC Report/La Razón     | 16–23.12.2016    | 1.000       | 51,1               | 40,7         | 8,2        | Zur Frage der Durchführung einer Volksbefragung wie im November 2014                               |   |      |      |     |                                                                        |
| GESOP/El Periódico     | 12–14.12.2016    | 800         | 84,6               | 13,8         | 1,6        | |   |      |      |     |                                                                        |
| GESOP/El Periódico     | 12–14.12.2016    | 800         | 49,6               | 48,8         | 1,6        | Zur Frage einer notfalls auch illegalen Volksabstimmung                                            |   |      |      |     |                                                                        |
| NC Report/La Razón     | 2–6.8.2016       | 1.255       | 52,0               | 35,1         | 12,9       | Zur Frage, der Abstimmung eines Referendums mit dem spanischen Zentralstaat                        |   |      |      |     |                                                                        |
| GAD3/La Vanguardia     | 13–16.6.2016     | 800         | 75,7               | 20,6         | 3,7        | |   |      |      |     |                                                                        |
| DYM/El Confidencial    | 30.11.–3.12.2015 | 504         | 69,0               | 26,0         | 5,0        | Zur Frage nach dem Bedarf nach einer Volksabstimmung                                               |   |      |      |     |                                                                        |
| Feedback/La Vanguardia | 20–27.11.2015    | 1.000       | 78,8               | 19,9         | 1,3        | |   |      |      |     |                                                                        |
| Feedback/La Vanguardia | 14–17.9.2015     | 1.000       | 79,2               | 18,6         | 2,2        | |   |      |      |     |                                                                        |
| Feedback/La Vanguardia | 6–9.7.2015       | 1.000       | 79,8               | 19,4         | 0,8        | |   |      |      |     |                                                                        |
| Feedback/La Vanguardia | 27–29.4.2015     | 1.000       | 79,1               | 19,4         | 1,5        | |   |      |      |     |                                                                        |
| Feedback/La Vanguardia | 1–4.12.2014      | 1.000       | 83,9               | 14,5         | 1,6        | |   |      |      |     |                                                                        |
| NC Report/La Razón     | 13–15.11.2014    | ?           | 54,3               | 39,9         | 5,8        | Zur Frage eines mit dem spanischen Zentralstaat abgestimmten Referendums                           |   |      |      |     |                                                                        |
| Feedback/La Vanguardia | 30.4.–8.5.2014   | 577         | 74,0               | 24,6         | 1,4        | |   |      |      |     |                                                                        |
| GESOP/El Periódico     | 12–13.12.2013    | 800         | 73,6               | 20,0         | 6,4        | Zur Frage, ob der spanische Zentralstaat die Volksbefragung von 2014 zulassen sollte               |   |      |      |     |                                                                        |
| Feedback/La Vanguardia | 16–19.11.2013    | 1.000       | 73,5               | 23,6         | 2,9        | |   |      |      |     |                                                                        |
| GESOP/El Periódico     | 28–31.5.2013     | 800         | 75,1               | 20,8         | 4,2        | Zur Frage, ob die spanische Regierung eine Volksabstimmung zulassen sollte                         |   |      |      |     |                                                                        |
| GESOP/El Periódico     | 28–31.5.2013     | 800         | 69,6               | 25,8         | 2,3        | Zur Durchführung einer Volksabstimmung                                                             |   |      |      |     |                                                                        |
| GESOP/El Periódico     | 14–16.1.2013     | 800         | 62,9               | 30,5         | 6,6        | Zur Durchführung einer Volksabstimmung notfalls auch gegen den Willen des spanischen Zentralstaats |   |      |      |     |                                                                        |
| Feedback/La Vanguardia | 12–16.11.2012    | 1.000       | 73,4               | 24,1         | 2,5        | |   |      |      |     |                                                                        |
| Feedback/La Vanguardia | 6–9.11.2012      | 1.000       | 73,6               | 24,0         | 2,4        | |   |      |      |     |                                                                        |
| Feedback/La Vanguardia | 22–26.10.2012    | 1.000       | 81,5               | 17,5         | 1,0        | |   |      |      |     |                                                                        |
| Feedback/La Vanguardia | 8–11.10.2012     | 1.000       | 81,7               | 17,6         | 0,7        | |   |      |      |     |                                                                        |
| Feedback/La Vanguardia | 21–27.9.2012     | 1.200       | 83,9               | 14,9         | 1,2        | |   |      |      |     |                                                                        |